# Les Thilliers-en-Vexin
Les Thilliers-en-Vexin är en kommun i departementet Eure i regionen Normandie i norra Frankrike. Kommunen ligger i kantonen Étrépagny som tillhör arrondissementet Les Andelys. År 2022 hade Les Thilliers-en-Vexin 493 invånare.

## Befolkningsutveckling
Antalet invånare i kommunen Les Thilliers-en-Vexin
Referens:INSEE